# Apalonia saramakensis
Apalonia saramakensis (лат.) — вид жуков-стафилинид рода Apalonia из подсемейства Aleocharinae. Французская Гвиана (Saramaka).

## Описание
Мелкие коротконадкрылые жуки. Длина тела 1,8 мм. Тело блестящее и коричневое, с чёрными свободными тергитами от третьего до пятого; коричневые усики с двумя базальными антенномерами и основанием третьего жёлто-коричневыми; ноги красновато-жёлтые. Глаза сверху длиннее постокулярной области. Второй антенномер короче первого, третий длиннее второго, от четвертого до десятого поперечные. Зернистость переднеспинки толстая, мелкая и не очень заметная, зернистость надкрылий очень поверхностная, зернистость брюшка видна только на заднем крае тергита. Этимология: новый вид получил своё название от топонима Saramaka во Французской Гвиане.  Формула лапок 4-5-5. Голова с отчетливой шеей. Максиллярные щупики состоят из 4 члеников, а лабиальные щупики из 3 сегментов.
Вид был впервые описан в 2015 году итальянским энтомологом Роберто Пейсом (Roberto Pace; 1935—2017) по материалам из Южной Америки (Французская Гвиана).